# Golgo 13 (film 1973)
Golgo 13 (ゴルゴ13?, Gorugo Sātīn) è un film del 1973 diretto da Junya Sato.
Il soggetto è basato sull'omonimo manga di Takao Saitō.